# Революционный (Оренбургская область)
Революцио́нный — посёлок в Первомайском районе Оренбургской области. Административный центр и единственный населённый пункт Революционного сельсовета.

## География
Посёлок находится на левом берегу реки Большой Шаган, на расстоянии 39 км к северо-востоку от посёлка Первомайский, административного центра района.

## История
Посёлок основан в 1831 году как форпост Уральского казачьего войска под названием Царёво-Никольский.

## Население
| 2010 | 2012 | 2013 | 2014 | 2015 | 2016 | 2017 |
| ---- | ---- | ---- | ---- | ---- | ---- | ---- |
| 665  | ↘639 | ↘594 | ↘589 | ↘567 | →567 | ↘564 |
| 2018 | 2019 | 2020 | 2021 |      |      |      |
| ↘537 | ↘515 | ↘500 | ↘482 |      |      |      |